# وسترویزند
وسترویزند (به هلندی: Westerwijzend) یک منطقهٔ مسکونی در هلند است که در درخترلاند واقع شده‌است.